# داميان واين (مصارع محترف)
داميان واين (بالإنجليزية: Damien Wayne)‏ هو مصارع محترف أمريكي، ولد في 18 ديسمبر 1971 في هامبتون في الولايات المتحدة.

## وصلات خارجية
- داميان واين على موقع WrestlingData.com (الإنجليزية)
- داميان واين على موقع CageMatch worker (الإنجليزية)
- داميان واين على موقع قاعدة بيانات المصارعة على الإنترنت (الإنجليزية)